# 萊瑟河
51°14′17″N 8°12′24″E / 51.23806°N 8.20667°E
萊瑟河（德語：Leiße），是德國的河流，位於該國西部，處於北萊茵-威斯特法倫州，屬於文訥河的右支流，河道全長13.9公里，流域面積23.4平方公里，發源地海拔高度587米。